# The Principle
The Principle è un film documentario del 2014 diretto da Katheryne Thomas.
La pellicola, di produzione statunitense, prodotta da Rick DeLano e Robert Sungenis, rifiuta la tesi copernicana dell'eliocentrismo e della forma sferica della Terra, riproponendo la tesi del geocentrismo, secondo cui il nostro pianeta sarebbe al centro dell'universo.

## Trama
Narrato da Kate Mulgrew, vede la partecipazione degli scienziati Lawrence M. Krauss e Michio Kaku. Mulgrew e gli scienziati intervistati, hanno in un secondo momento ripudiato le idee affermate nel film, sostenendo di essere stati ingannati dal regista.

## Distribuzione
Il film è stato distribuito il 24 ottobre 2014 dalla Rocky Mountain Pictures e proiettato al Marcus Addison Cinema di Addison, nell'Illinois, incassando 86.172 dollari al botteghino.

## Accoglienza

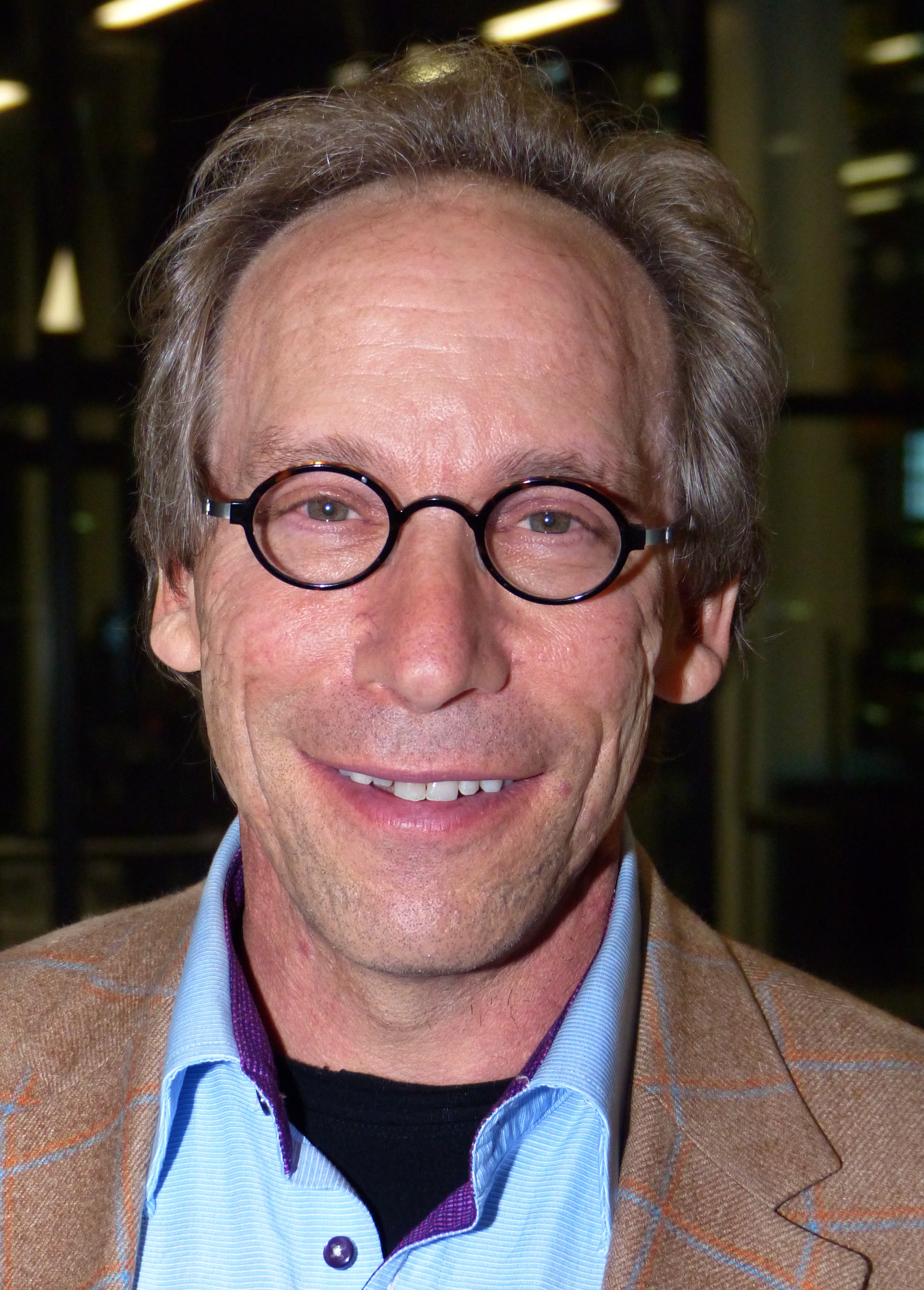
Il fisico Lawrence Krauss, uno degli scienziati intervistati nel film. In un momento successivo, dichiarò di non aver inteso di essere divenuto parte di un documentario controverso.

Alcuni degli intervistati criticarono il regista per l'assunto filosofico -a loro parere arbitrario- secondo il quale le relazioni fisiche tra gli oggetti nello spazio fisico finirebbero inevitabilmente col definire anche il campo di verità, ciò che si può dire rettamente della relazione tra Dio Creatore e il genere umano.  Questo approccio tratta la teologia come una scienza alla quale applicare lo stesso metodo sperimentale di ricerca e visione della verità, negando il dominante principio copernicano.
Dopo l'uscita del trailer del film, la narratrice Kate Mulgrew dichiarò di essere stata non correttamente informata riguardo allo scopo del documentario. Max Tegmark chiarì che DeLano "ha ingannato abilmente un sacco di noi scienziati nel pensare che fossero registi indipendenti che stavano preparando un comune documentario di cosmologia, senza  dire nulla riguardo alle proprie reali intenzioni". 

George Ellis ha confermato. "Sono stato intervistato per questo, ma non hanno rivelato questo programma, che ovviamente è una sciocchezza. Non credo che valga la pena rispondere - [servirebbe] soltanto a regalargli notorietà. Ignorarli è la migliore politica. Giusto per la cronaca, io rinnego totalmente quell'agenda sciocca".
Michio Kaku ha affermato che il film probabilmente utilizzava un sapiente tecnica di editing ricamata sulle sue dichiarazioni e rasentando la "disonestà intellettuale". Lawrence Krauss disse di non ricordare di essere stato intervistato per il film e che avrebbe rifiutato di parteciparvi se ne fosse stato informato prima. 

Il fisico britannico Julian Barbour confermò di non aver mai dato il permesso di essere ripreso nel film.
I registi replicarono a queste accuse nel breve docufilm intitolato Thought-Crime: The Conspiracy to Stop "The Principle".